# Finnsjön (Torps socken, Medelpad)
Finnsjön är en sjö i Ånge kommun i Medelpad och ingår i Delångersåns huvudavrinningsområde. Sjön har en area på 0,173 kvadratkilometer och ligger 383,2 meter över havet. Finnsjön ligger i Spångmyran-Röjtjärnsmyran Natura 2000-område.

## Delavrinningsområde
Finnsjön ingår i det delavrinningsområde (691467-151790) som SMHI kallar för Utloppet av Finnsjön. Medelhöjden är 410 meter över havet och ytan är 2,38 kvadratkilometer. Det finns inga avrinningsområden uppströms utan avrinningsområdet är högsta punkten. Vattendraget som avvattnar avrinningsområdet har biflödesordning 3, vilket innebär att vattnet flödar genom totalt 3 vattendrag innan det når havet efter 144 kilometer. Avrinningsområdet består mestadels av skog (78 procent). Avrinningsområdet har 0,17 kvadratkilometer vattenytor vilket ger det en sjöprocent på 7,2 procent.